# Гујранвала
Гујранвала (урд. گجرانوالہ) је град у Пакистану у покрајини Панџаб. Према процени из 2006. у граду је живело 1.421.834 становника.

## Становништво
Према процени, у граду је 2006. живело 1.421.834 становника.
| 1981.   | 1998.     | 2006.     |
| ------- | --------- | --------- |
| 600.993 | 1.124.799 | 1.421.834 |